# Челтнем
Че́лтнем (курорт Челтнем; англ. Cheltenham, Cheltenham Spa) — велике місто-курорт та баро в графстві Глостершир, Англія, недалеко від Глостера та Сіренстера. Населення — 115 600 осіб (2011). Міський девіз: Salubritas et Eruditio («Здоров'я та освіта»). Іноді трапляється написання Челтенхем.

## Історія
Челтнем розташований на краю Котсволдс та має представницький та заможній вигляд. Маленька річка Челт тече через місто і під час повені іноді підтоплює місто.
Челтнем — місце, де проводяться головний Британський Стіпл-чейз на Золотий Кубок, це є головною подією Челтнемского фестивалю, що проводиться щороку у березні.
Місту був дарований торговий привілей 1226 року, одна з небагатьох подій, пов'язаних з Челтнемом, до того, як він став містом-курортом.
Челтнем став курортним містом 1716 року, тоді на околицях були виявлені джерела мінеральної води. Успіх Челтнема як міста-курорту відображено у назві залізничної станції міста, яку все ще називають «Челтнемський Курорт», і в курортних будівлях інших міст, які наслідували Челтнем й навіть були названі на честь нього.
Кінні перегони у Челтнемі почали проводити з 1815 року, вони стали однією з головний національних «принад для туристів» після заснування фестивалю 1902 року. Зараз кількість туристів, які відвідують курорт — зменшилася, але перегони щорічно приваблюють десятки тисяч відвідувачів фестивалю, що має чималий позитивний економічний вплив на місто.
1 квітня 1974, за законом «про місцеве самоврядування», містечко Челтнем було злите з селищем міського типу Чарлтон-Кінгс, таким чином утворився муніципальний район Челтнем. Ще 4 округи були приєднані до міста Челтнем від міста Тьюкбері 1991 року.

## Культурні особливості
Місто відоме зразками архітектури епохи Регентства, подейкують, що Челтнем є найбіль «регентським» містом Англії. Багато будівель, зокрема Челтнемска синагога, оцінюються відомим британським істориком архітектури Ніколасом Певснером, як одні з найкращих неангліканських церковних будівель Великої Британії.

### Музеї
У Челтнемскій Галереї мистецтва та музеї є відома колекція творів декоративно-ужиткового мистецтва періоду Руху мистецтв та ремесел. «Музей батьківщини Густава Голста» містить особисті речі цього композитора, зокрема його фортепіано. Також експозиція включає Вікторіанську кухню та пральню, вітальню епохи Регентства та дитячу кімнату едвардіанської епохи.

### Меморіальні дошки
Челтнемське громадянське товариство започаткувало встановлення в місті ювілейних меморіальних дощок починаючи з 1982 року: сині меморіальні дошки, щоб відзначати будівлі, де мешкали відомі люди, і зелені меморіальні дошки на позначення історично примітних місць.

### Фестивалі
Щороку, Челтнем організує музичні, джазові, літературні та наукові фестивалі, запрошуючи на них відомих особистостей. Фестивалі проводяться в мерії, громадському театрі, драматичному театрі і в Pittville Pump Room — найбільшій та найстарішій курортній будівлі Челтнема.
Челтнемський фольклорний фестиваль приваблює учасників з усього світу. Челтнемський фестиваль виконавських видів мистецтва не користується такою популярністю на міжнародному рівні, проте у ньому беруть участь більше 300 виконавців. Цей фестиваль є найстарішим з фестивалів мистецтв Челтнема, він почав проводиться з 1926 року.

## Освіта
Найстарішою школою в Челтнемі, є Середня школа Пейт (заснована 1574 року). Челтнемський коледж, заснований в 1841 був першим з (UK) незалежних навчальних закладів Вікторіанського періоду. 1968 року цей коледж був використаний як знімальний майданчик для фільму Л. Андерсона «Якщо». Коледж також щорічно проводить Челтнемський Фестиваль Крикету, вперше влаштований 1872 року, таким чином — він є найстарішим фестивалем крикету в світі.
Найвідоміша школа в місті, за Гуд скулс гайд, це Челтнемський жіночий коледж (заснований в 1853). Школа Дін Клоз Скул була заснована 1886 року, на згадку про преподобного Френсіс Клозе (1797—1882), колишнього ректора. У місті також розташовані кілька університетських містечок Глостершира, одна громадська та шість інших державних шкіл, а також установи додаткової освіти.

## Спорт та дозвілля
У Челтнемі є професійний футбольний клуб — «Челтнем Таун», який грає у другої футбольній лізі англійського чемпіонату.
Челтнемський іподром, в сусідньому селі Престбурі, це будинок Національних мисливських перегонів, що проходяться у Великої Британії. Зустрічі влаштовуються з жовтня по квітень. Головна подія сезону — Челтнемський золотий кубок, розігриш якого зазвичай проводиться в середині березня, під час Челтнемского фестивалю. Проведення фестивалю в День святого Патрика гарантує величезний приплив ірландських любителів перегонів.

## Міста-побратими
- — Ансі, Франція
- США — Челтнем, США
- — Геттінген, Німеччина
- — Вейхай, Китай

Дружні зв'язки місто підтримує також з:
- — Стамперсгат, Нідерланди
- — Кісуму, Кенія

## Відомі уродженці
- Едуард Август Інглфілд (1820—1894) — британський віце-адмірал.
- Густав Голст (1874—1934) — композитор.
- Колін Ґреґґ (нар. 1947)  — англійський кіно- та телережисер, продюсер та монтажер.
- Ральф Річардсон (1902—1983) — англійський актор театру, кіно і телебачення.
- Роберт Гарді (1925—2017) — англійський актор.
- Браян Джонс (1942—1969) — англійський рок-музикант, гітарист, мультиінструменталіст, піонер британського блюзу, засновник «The Rolling Stones».
- Кейт Торнтон (нар. 1973) — американська журналістка та фотомодель.